# ديفيد دي دوناتيلو لأفضل ممثلة أجنبية

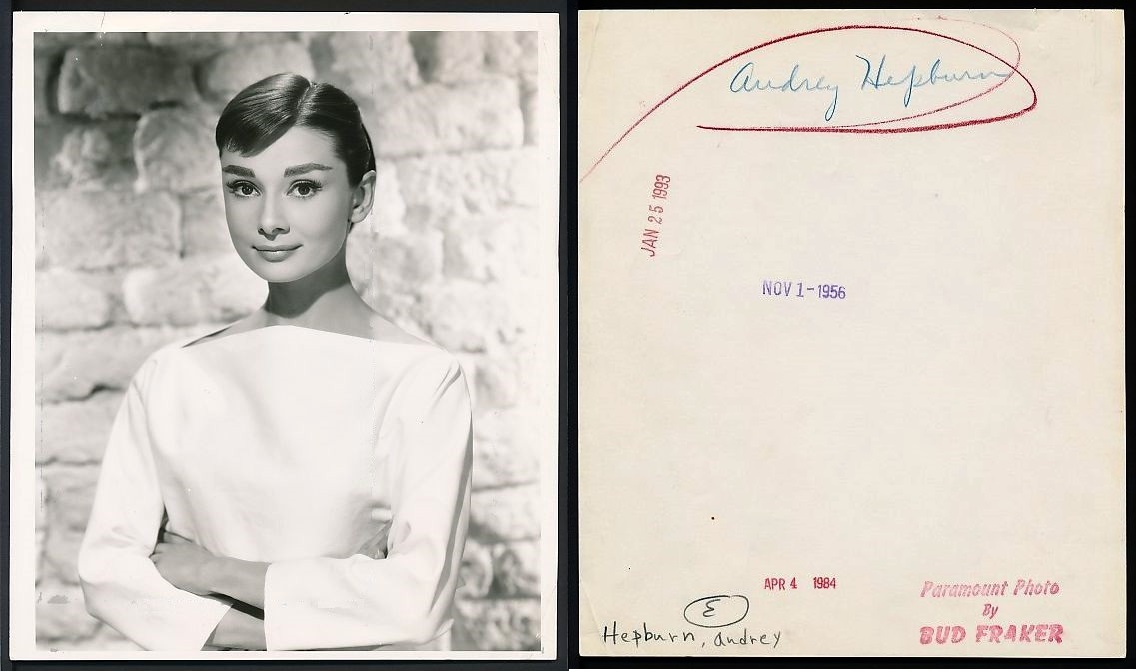

ديفيد دي دوناتيلو لأفضل ممثلة أجنبية هي جائزة أفلام منحتها الأكاديمية الإيطالية للأفلام سنوياً كجزء من جوائز ديفيد دي دوناتيلو بدءاً من عام 1957 حتى عام 1996. هذه قائمة للفائزين بالجائزة عن هذه الفئة.

## القائمة
- 1957: إنغريد برغمان - (أنستازيا)
- 1958: مارلين مونرو - (الأمير وفتاة الاستعراض)
- 1959: ديبورا كير - (طاولات منفصلة)
- 1960: أودري هيبورن - (قصة الراهبة)
- 1961: بريجيت باردو - (الحقيقة)
- 1962: أودري هيبورن - (الإفطار عند تيفاني)
- 1963: جيرالدين بيج - (طائر الشباب الجميل)
- 1964: شيرلي ماكلين - (إيرما لا دوس)
- 1965: أودري هيبورن - (سيدتي الجميلة)
- 1966: جولي آندروز - (صوت الموسيقى)
- 1967: جولي كرستي - (دكتور جيفاغو)

بالتساوي مع إليزابيث تايلور - (ترويض النمرة)
- 1968: فاي دوناوي - (بوني وكلايد)

بالتساوي مع كاثرين هيبورن - (خمن من سيأتي للعشاء)
- 1969: مايا فارو / باربرا سترايساند
- 1970: ليزا مينيلي
- 1971: آلي ماكغرو
- 1972: إليزابيث تايلور
- 1973: ليزا مينيلي
- 1974: باربرا سترايساند / تاتوم أونيل
- 1975: ليف أولمان
- 1976: إيزابيل أدجاني / غليندا جاكسون
- 1977: فاي دوناوي / آني جيراردو
- 1978: جين فوندا / سيمون سينوريت
- 1979: إنغريد برغمان / ليف أولمان
- 1980: إيزابيل أوبير
- 1981: كاترين دينوف
- 1982: ديان كيتون
- 1983: جولي آندروز
- 1984: شيرلي ماكلين
- 1985: ميريل ستريب
- 1986: ميريل ستريب
- 1987: نورما آلياندرو
- 1988: شير
- 1989: جودي فوستر
- 1990: جيسيكا تاندي
- 1991: آن باريلود
- 1992: جينا ديفيس / سوزان سارندون
- 1993: إيمانويلي بيرت / تيلدا سوينتون / إيما تومسون
- 1994: إيما تومسون
- 1995: جودي فوستر
- 1996: سوزان سارندون